# Landhockey vid olympiska sommarspelen 1988
Landhockeyturneringen vid olympiska sommarspelen 1988 avgjordes i Seongnam Stadium, Seoul.

## Medaljfördelning
| Event                           | Guld | Silver | Brons |
| Herrarnas turnering Detaljer... | Storbritannien Paul Barber Stephen Batchelor Kulbir Bhaura Robert Clift Richard Dodds David Faulkner Russell Garcia Martyn Grimley Sean Kerly Jimmy Kirkwood Richard Leman Stephen Martin Veryan Pappin Jon Potter Imran Sherwani Ian Taylor | Västtyskland Stefan Blöcher Dirk Brinkmann Thomas Brinkmann Heiner Dopp Hans-Henning Fastrich Carsten Fischer Tobias Frank Volker Fried Horst-Ulrich Hänel Michael Hilgers Andreas Keller Michael Metz Andreas Mollandin Thomas Reck Christian Schliemann Ekkhard Schmidt-Opper | Nederländerna Marc Benninga Floris Jan Bovelander Jacques Brinkman Maurits Crucq Marc Delissen Cees Jan Diepeveen Patrick Faber Ronald Jansen Rene Klaassen Hendrik Kooijman Hidde Kruize Frank Leistra Erik Parlevliet Gert Schlatmann Tim Steens Taco van den Honert                |
| Damernas turnering Detaljer...  | Australien Tracey Belbin Deborah Bowman Lee Capes Michelle Capes Sally Carbon Elspeth Clement Loretta Dorman Maree Fish Rechelle Hawkes Lorraine Hillas Kathleen Partridge Sharon Patmore Jackie Pereira Sandra Pisani Kim Small Liane Tooth | Sydkorea Chang Eun-Jung Cho Ki-Hyang Choi Choon-Ok Chung Eun-Kyung Chung Sang-Hyun Han Gum Shil Han Ok-Kyung Hwang Keum-Sook Jin Won-Sim Kim Mi-Sun Kim Soon-Duk Kim Young-Sook Lim Kye-Sook Park Soon-Ja Seo Hyo-Sun Seo Kwang-Mi                                              | Nederländerna Willemien Aardenburg Carina Benninga Marjolein Eijsvogel Yvonne Buter Det de Beus Annemieke Fokke Noor Holsboer Helen van der Ben Lisanne Lejeune Anneloes Nieuwenhuizen Martine Ohr Marieke van Doorn Aletta van Manen Sophie von Weiler Laurien Willemse Ingrid Wolff |

## Medaljtabell
| Pl. | Nation         | Guld | Silver | Brons | Totalt |
| --- | -------------- | ---- | ------ | ----- | ------ |
| 1   | Storbritannien | 1    | 0      | 0     | 1      |
| 1   | Australien     | 1    | 0      | 0     | 1      |
| 3   | Västtyskland   | 0    | 1      | 0     | 1      |
| 3   | Sydkorea       | 0    | 1      | 0     | 1      |
| 5   | Nederländerna  | 0    | 0      | 2     | 2      |

## Grupper

### Herrar
Herrarnas turnering innehöll tolv lag i två grupper.
| Grupp A: - Australien - Nederländerna - Pakistan - Argentina - Spanien - Kenya | Grupp B: - Västtyskland - Storbritannien - Indien - Sovjetunionen - Sydkorea - Kanada |

Då alla lagen mött varandra gick de två bäst placerade vidare till semifinalerna.

### Damer
Damernas turnering innehöll åtta lag i två grupper.
| Grupp A: - USA - Storbritannien - Nederländerna - USA | Grupp B: - Australien - Kanada - Sydkorea - Västtyskland |

Då alla lagen mött varandra gick de två bäst placerade vidare till semifinalerna.